# 保安ブレーキ
保安ブレーキ（ほあんブレーキ）は、日本の鉄道車両に備えられているブレーキ装置の1つで、常用のブレーキ装置が故障した時に用いられる多重化されたバックアップ用のものである。

## 背景
1971年（昭和46年）に富士急行（当時）大月線で、踏切に進入してきたトラックが列車と衝突し、列車の空気溜めを損壊してブレーキが全く使えなくなったことにより、列車が勾配区間を暴走して脱線転覆する事故が発生した。この教訓から、通常のブレーキ系統とは独立した保安ブレーキを設けることになった。
2001年（平成13年）からは単行運転する旅客車（両運転台付車両）では、保安ブレーキの二重化が義務付けられている。これは2001年2月に西日本旅客鉄道（JR西日本）越美北線で、踏切に進入してきた乗用車が列車と側面衝突し、列車のブレーキ配管などを損傷、非常ブレーキのほか保安ブレーキも使用できなくなり、列車が2 km逸走したため。

## 機構
保安ブレーキの機構は、常用ブレーキと同様に空気圧によりブレーキシリンダーを動かし、制輪子を車輪に押し当てて制動力を得る仕組みとなっている。このブレーキシリンダーや制輪子に関する基礎ブレーキ装置の部分は、常用ブレーキと共用となっている。空気圧を蓄積している空気だめが常用ブレーキとは別に独立して設置されており、常用ブレーキ系統からの空気圧とは逆止弁によって隔離する形で、1つのブレーキシリンダーに空気圧を供給している。
保安ブレーキの制御は電気制御式、空気圧制御式、非常ブレーキの回路を指令回路に利用した方式などがある。
JRグループにおいては、電気制御式でオン電磁弁を用いた方式のことを直通予備ブレーキ（ちょくつうよびブレーキ）と称している。

## 法制
鉄道に関する技術上の基準を定める省令の解釈基準においては、電車や気動車など、動力分散方式の車両に関して保安ブレーキの装備を求めている。一方、機関車や客車、貨車など動力集中方式の車両にはこの義務はない。また保安ブレーキを装備していて、これにより留置中の車両の転動を防止できる車両は、留置ブレーキの設置を免除されている。

## 新幹線の補助ブレーキ
新幹線車両では常用ブレーキ、非常ブレーキとも故障が発生した際、電圧指令を直接電空変換弁に与えることで、空気ブレーキを制御する機能を補助ブレーキと呼ぶ。保安ブレーキとは異なり、4段階（200系）または3段階（100系）のブレーキ力を制御することで、ごく低速での走行が可能となる。
ただし、N700系以降の東海道・山陽新幹線車両ではバックアップ用に予備指令回路を新設することで補助ブレーキは廃止している。東北・上越新幹線車両ではE5系・E6系以降、補助ブレーキを廃止している。